# Friedrich Hoßbach

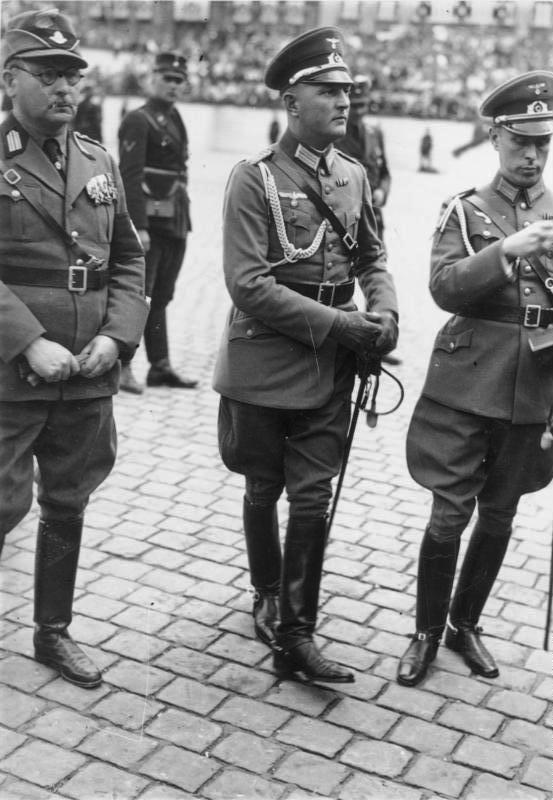
Friedrich Hoßbach (centro) en 1934.

Friedrich Wilhelm Ludwig Hoßbach (Unna, Westfalia, 2 de noviembre de 1894 - Gotinga, Baja Sajonia, 10 de septiembre de 1980) fue un general de infantería alemán y ayudante militar de Adolf Hitler durante sus primeros tiempos. Su apellido a veces se escribe Hossbach. Era poseedor de la Cruz de Caballero de la Cruz de Hierro con Hojas de Roble por su desempeño en batalla. Su nombre está asociado al llamado "Memorandum Hossbach", utilizado en los Juicios de Núremberg como una prueba contra el régimen nazi de haber llevado a cabo una guerra de agresión.

## Biografía
Friedrich Wilhelm Ludwig Hoßbach nació en Unna en 1894. Era hijo de Henry Hoßbach, un profesor de escuela.

### Carrera militar
Ingresó en 1913 como cadete en el 2.º Regimiento de infantería de Hesse para graduarse en junio de 1914 como teniente. Su regimiento intervino en la Primera Guerra Mundial y Friedrich Hoßbach actuó como ayudante de Estado Mayor para luego pasar como oficial de artillería en 1918.
Después de la Primera Guerra Mundial ingresó en el Reichswehr en 1920, siendo adscrito al Ministerio de Defensa en 1930 con el grado de capitán. Más adelante ingresó en la Wehrmacht corn el grado de mayor. Después del ascenso al poder de Adolf Hitler, este lo nombró su edecán en junio de 1934.
El 10 de noviembre de 1937, con el grado de coronel y como parte del Estado Mayor del Ejército asistió a una reunión de máxima seguridad en los jardines de invierno de la Cancillería donde asistieron Konstantin von Neurath, Werner von Blomberg, Hermann Göring, Werner von Fritsch y Hitler. En dicha reunión, que no contaba con la asistencia de escenógrafos ni se permitía tomar apuntes, se habló de las políticas expansionistas de Hitler con miras a conquistar el lebensraum o territorio vital para Alemania, en previsión a la futura expansión y conquista los pueblos eslavos mediante el uso de la fuerza. Nada más terminar la reunión, Hoßbach redactó un memorándum con parte de lo tratado y las acciones a tomar, cuyo original fue enviado a Hitler, quedándose Hoßbach con una copia del documento. Dicha copia sería usada por los aliados en los Juicios de Núremberg como prueba acusatoria contra el estado nazi de planificar una guerra de agresión.
En 1938, durante el transcurso del Escándalo Blomberg-Fritsch, Hoßbach previno al General Fritsch de los cargos que existían en su contra, por lo que cayó en desgracia ante Hitler y dos días después fue destituido de su puesto como ayudante de Hitler.

### Segunda Guerra Mundial
Durante la Segunda Guerra Mundial Hossbach alcanzó el rango de General de Infantería, operando principalmente en el frente oriental. Estuvo al mando de la 31.ª División de Infantería, la 82.ª División de Infantería, del LVI Cuerpo Panzer, y más tarde al mando del 4.º Ejército. Por sus acciones bélicas, durante 1944 tres comandantes distintos recomendaron a Hoßbach para recibir la Cruz de Caballero con Hojas de Roble y Espadas, pero la solicitud fue rechazada todas las veces.
Bajo su mando se rechazó la primera invasión de Prusia Oriental a finales de octubre de 1944. Sin embargo, en enero de 1945, durante la Ofensiva de Prusia Oriental, el Ejército a su mando se vio rodeado por las superiores fuerzas soviéticas y debió emprender la retirada de sus posiciones originales. El 24 de enero Hossbach dirigió sus unidades en dirección hacia el oeste, intentando escapar del cerco soviético que se cernía sobre Prusia Oriental. Esta iniciativa contradecía terminantemente las órdenes de Hitler y por ello al día siguiente fue destituido del mando del 4.º Ejército, dentro de una reorganización general de las fuerzas alemanas en el Frente oriental.
Al final de la contienda se hallaba en Gotinga convaleciente de una enfermedad, ciudad donde fue capturado por los norteamericanos en abril de 1945 y puesto bajo custodia.
Falleció en esa misma ciudad en 1980, donde también fue enterrado.

## Condecoraciones
- Cruz de Hierro 2.ª Clase, 1914 (Eisernes Kreuz 1914, 2. Klasse) – 26 Set 1914.
- Cruz de Hierro 1.ª Clase, 1914 (Eisernes Kreuz 1914 1. Klasse) – 26 May 1916.
- Broche de la Cruz de Hierro 1939 de 2.ª Clase 1914 (1939 Spange zum Eisernen Kreuzes 2. Klasse 1914) – 11 May 1940.
- Broche de la Cruz de Hierro 1939 de 1.ª Clase 1914 (1939 Spange zum Eisernen Kreuzes 1. Klasse 1914) – 30 de mayo de 1940.
- Cruz Hanseatica de Hamburgo (Hanseatenkreuz Hamburg).
- Cruz de Honor de Combatiente del Frente 1914-1918 (Ehrenkreuz für Frontkämpfer 1914-1918).
- Medalla de Servicios de las Fuerzas Armadas de 4.ª Clase 4 años (Wehrmacht-Dienstauszeichnung 4. Klasse, 4 Jahre).
- Medalla de Servicios de las Fuerzas Armadas de 3.ª Clase 12 años (Wehrmacht-Dienstauszeichnung 3. Klasse, 12 Jahre).
- Cruz de Servicios de las Fuerzas Armadas de 2.ª Clase 18 años (Wehrmacht-Dienstauszeichnung 2. Klasse, 18 Jahre).
- Cruz de Servicios de las Fuerzas Armadas de 1.ª Clase 25 años (Wehrmacht-Dienstauszeichnung 1. Klasse, 25 Jahre).
- Medalla de Anexión de los Sudetes (Medaille zur Erinnerung an den 1. Oktober 1938).
- Placa de herido 1918 en bronce (Verwundetenabzeichen 1918 in Bronze).
- Cruz de Caballeros de la Cruz de Hierro N.º 227 (Ritterkreuz des Eisernen Kreuzes Nr. 227) – 07 Oct 1940.
- Hojas de Robles para la RK N.º 298 (Eichenlaub Nr. 298) – 11 Set 1943.
- Mencionado en el Informe de las Fuerzas Armadas (Namentliche Nennung im Wehrmachtbericht) – 18 Oct 1943.
- Mencionado en el Informe de las Fuerzas Armadas (Namentliche Nennung im Wehrmachtbericht) – 06 Abr 1944 (Se reproduce más abajo).
- Mencionado en el Informe de las Fuerzas Armadas (Namentliche Nennung im Wehrmachtbericht) – 31 Oct 1944.
- Medalla de la Campaña del Frente Oriental (Medaille "Winterschlacht im Osten 1941/42").
- Cruz al Mérito Militar de Austria de 3.ª Clase con insignia de guerra (Österreichisches Militär-Verdienstkreuz, 3. Klasse mit Kriegsdekoration).
- Broche de Honor del Ejército y las Waffen-SS (Ehrenblattspange des Heeres und Waffen-SS).

## Menciones en elWehrmachtbericht
| Fecha              | Original alemán en el Wehrmachtbericht | Traducción al español |
| ------------------ | --- | --- |
| 6 de abril de 1944 | Verbände des Heeres und der Waffen-SS haben unter dem Oberbefehl des Generalobersten Weiss und unter der Führung der Generale der Infanterie Hoßbach und Mattenklott nach tagelangen harten Angriffskämpfen durch die Pripjetsümpfe bei ungewöhnlichen Geländeschwierigkeiten den feindlichen Ring um Kowel gesprengt und damit ihre Kameraden aus der Umklammerung befreit. | Unidades del ejército y de las Waffen-SS, bajo el mando supremo del Generaloberst Walter Weiss y el liderazgo de los Generales de infantería Hoßbach y Mattenklott, después de varios días de duros combates a través de los ásperos terrenos de las marismas del Prípiat, han roto el cerco enemigo en Kovel y por ello nuestros camaradas han sido liberados de las garras [soviéticas]. |